# Шестаков, Иван Павлович
Иван Павлович Шестаков (род. 1947) — советский и бразильский математик-алгебраист, доктор физико-математических наук.
Родился в Иркутской области.
В 1965 году после окончания физико-математической школы при НГУ он поступил в Новосибирский государственный университет. За дипломную работу «О классе некоммутативных йордановых алгебр» был удостоен медали Академии наук СССР. В 1973 году, уже после смерти своего первого учителя — Константина Жевлакова, под руководством Анатолия Ширшова защитил в Институте математики СО РАН кандидатскую, а через пять лет — докторскую диссертацию «Свободные альтернативные алгебры».
В 1992 году переехал в Испанию, работал в университетах Сарагосы и Овьедо. С 1999 года — профессор в Университете Сан-Паулу (Бразилия).
В 2004 году совместно со своим учеником Уалбаем Умирбаевым опубликовал положительное решение гипотезы Нагаты о существовании диких автоморфизмов в алгебрах полиномов от 3 переменных, за что соавторы получили премию Мура Американского математического общества в 2007 году.
Научные интересы сосредоточены в области альтернативных, йордановых, мальцевских и пуассоновских алгебр и супералгебр. Предложил альтернативный подход к понятию универсальной обёртывающей для алгебр Мальцева. Ему принадлежат структурные результаты об альтернативных, йордановых, мальцевских и структуризуемых супералгебрах.
Является редактором журналов Communications in Algebra, «Алгебра и логика», Journal of Physical Mathematics, Journal of Algebra and Its Applications.
Член Бразильской академии наук.